# Облачный атлас (фильм)
«О́блачный а́тлас» (англ. Cloud Atlas) — историко-фантастический фильм 2012 года, созданный Томом Тыквером, Ланой и Эндрю Вачовски. Режиссёры написали сценарий на основе одноимённого романа Дэвида Митчелла, изданного в 2004 году. 
Фильм состоит из шести независимых, но идейно и символически связанных историй о шести людях из прошлого, настоящего и будущего; одни и те же актёры играют нескольких героев в разных сюжетных линиях.
Бюджет фильма составил 102 миллиона долларов. Несмотря на то, что часть этой суммы была получена от Warner Bros., основной фонд сформирован из независимых источников. Таким образом, «Облачный атлас» представляет собой самый дорогой независимый фильм на момент производства.
Фильм получил неоднозначные, но в среднем сдержанно-одобрительные отзывы критиков, заслужил несколько премий и номинаций, включая две премии «Сатурн» и номинацию на «Золотой глобус» за лучший саундтрек.
Рекламный слоган: Всё взаимосвязано.

## Сюжет
Шесть историй, действие которых происходит в разное время, тесно переплетаются между собой.
- Тихоокеанский дневник А́дама Ю́инга — 1849 год. История американского нотариуса Адама Юинга, приходившегося зятем Хаскеллу Муру, американскому работорговцу и расисту. История представлена как дневник Юинга, который он вёл во время путешествия на корабле, возвращаясь домой, в Америку. Упав в обморок, Юинг спасает от порки кнутом молодого чернокожего раба Аутуа. Когда у Юинга начинаются постоянные обмороки, он обращается за помощью к английскому доктору Генри Гузу, который собирает зубы людей, съеденных людоедами, для продажи коллекционерам. Гуз убеждает Юинга, что его организм поражён очень опасным паразитом. Юинг и Гуз вместе отправляются на корабле обратно в Америку; на этот корабль тайком пробирается и сбежавший Аутуа. Юинг сообщает о беглеце капитану и просит принять его в команду, ссылаясь на то, что он ранее успел побывать матросом и умеет обращаться с такелажем. Несмотря на постоянный приём лекарства, Юингу становится всё хуже и хуже. Генри Гуз оказывается аферистом, намеревающимся постепенно отравить Юинга, чтобы завладеть принадлежащим ему сундуком с золотыми монетами. Аутуа не даёт Гузу влить в рот Юингу последнюю дозу яда; в завязавшейся схватке Юинг убивает Гуза сундуком, которым тот так стремился завладеть. Аутуа вместе с Юингом прибывает домой к последнему, где тот встречает свою жену Тильду. Вместе с мужем Тильда уезжает, чтобы присоединиться к аболиционистам в борьбе против рабства.
- Письма из Зедельгема — 1936 год. История создания симфонии «Облачный атлас», представленная как собрание писем её автора, молодого английского композитора Роберта Фробишера своему любовнику Руфусу Сиксмиту. Студент университета Роберт Фробишер дискредитирует себя в глазах общественности гомосексуальной связью с другим студентом Руфусом Сиксмитом, а затем, сбежав из университета, устраивается в секретари к знаменитому композитору Вивиану Эйрсу, с помощью которого намеревается восстановить своё доброе имя. Там он помогает Эйрсу с его сочинениями и в то же время вступает в любовную связь с его женой Иокастой. В одном из писем Фробишер сообщает Сиксмиту, что нашёл в библиотеке Эйрса дневник Адама Юинга и, вдохновившись после его прочтения, начал работать над секстетом «Облачный атлас». Спящий Эйрс слышит фрагмент этого сочинения и видит во сне картину будущего: кафе «Папа Сонг» и работающую в нём Сонми-451 (из другой сюжетной линии). Проснувшись, Эйрс рассказывает о своём сне Фробишеру, а затем пытается, но не может вспомнить услышанную во сне мелодию. Фробишер начинает играть свою музыку, и Эйрс вспоминает, что это мелодия из его сна. Фробишер объясняет Эйрсу происхождение мелодии из сна, затем в ходе возникших разногласий Эйрс насмехается над гомосексуальностью Фробишера, и тот, понимая, что ему нечему учиться у Эйрса, намеревается уйти от него, чтобы продолжить работу над «Облачным атласом» в одиночестве, но Эйрс заставляет его остаться, угрожая опозорить. Ночью Фробишер находит в доме Эйрса пистолет марки «Люгер» и стреляет в него, намереваясь убить, но лишь слегка ранит, после чего сбегает. Объявленный в розыск за покушение на жизнь Эйрса, скрываясь от полиции, Фробишер живёт в третьесортной гостинице и продолжает работу над главным делом своей жизни. Завершив «Облачный атлас» и дописав последнее письмо Сиксмиту, Фробишер кончает жизнь самоубийством, стреляя себе в рот из пистолета Эйрса. Разыскивающий любовника Сиксмит врывается в жилище Фробишера и слышит выстрел.
- Периоды полураспада. Первое расследование Луизы Рей — 1973 год. История расследования, проведённого журналисткой Луизой Рэй. Молодая журналистка начинает расследование об изъянах в безопасности атомных реакторов крупной энергетической корпорации, на которое её натолкнул физик-ядерщик Руфус Сиксмит. Вместе с отчётом о проверке реакторов ей в руки попадают письма сорокалетней давности, написанные Сиксмиту композитором Робертом Фробишером. Также она покупает пластинку с симфонией «Облачный атлас». Сиксмит гибнет от руки наёмного убийцы, который затем покушается и на жизнь самой Рэй, но благодаря помощи Хавьера Гомеса — мальчишки, любящего детективы и живущего по соседству, а также Джо Нейпира — руководителя службы безопасности атомной электростанции, она остаётся жива и расследование достигает успеха.
- Страшный Суд Тимоти Ка́вендиша — Наши дни (2012 год). История жизни шестидесятилетнего издателя Тимоти Кавендиша, сорвавшего куш на бестселлере и бегущего от возмездия сообщников автора, попавшего в тюрьму, а затем по злой шутке своего родного брата попадающего в дом престарелых с весьма строгими правилами содержания. Представлена как сценарий автобиографического фильма «Страшный Суд Тимоти Кавендиша», написанный им самим. Найдя сообщников, он осуществляет побег. После побега возвращается к возлюбленной своей молодости Урсуле и описывает все свои приключения в киносценарии.
- Откровение Сонми́-451 — история жизни девушки по имени Сонми-451, которая живёт в будущем (2144 год), в вымышленном городе Нео-Сеуле. Представлена как собрание её бесед с Архивариусом (высокопоставленное лицо, пытающееся понять её поступок), записанных после её ареста. Всё население города разделено на «чистокровных» (рождённых естественным путём) и «фабрикатов» (клонов), формирующих низший социальный класс. У фабрикатов, являющихся клонами, к имени добавляется порядковый номер. Сонми-451 — «фабрикат», работавший в кафе быстрого питания «Папа Сонг» — здесь клоны принимают заказы, разносят еду и убирают. На протяжении всей жизни фабрикаты носят ошейник, который позволяет смотрителю кафе убить фабриката в случае неподчинения. Фабрикаты живут в подземных помещениях ресторана и никогда не видят солнечного света, их день состоит из 19 часов работы, гигиенических процедур и перерывов для питания энергомылом. После 12 лет службы фабрикаты проходят процедуру Экзальтации, которая (как им говорят) ведёт их к лучшей жизни. На самом деле их убивают, а затем разделывают в помещении, похожем на скотобойню, чтобы переработать в энергомыло для питания следующих поколений клонов. Фабрикатам неведомы человеческие удовольствия, они не знают радостей любви и секса. Предшественница Сонми-451 — фабрикат Ю́на-939, тайком выводила её из состояния сна, показывала ей запрещённое для клонов кино (снятое по сценарию Тимоти Кавендиша). Юна гибнет в результате инцидента, когда пытается сбежать из кафе, ударив унизившего её посетителя. Коммандер Хэ Чжу Чен, член революционной группы, намеревавшийся выкрасть Юну, чтобы затем сделать её символом революции, с той же целью выкрадывает Сонми-451. В ходе побега Сонми впервые видит небо, а затем познаёт то, что является запретным для фабрикатов: она и Хэ Чжу влюбляются друг в друга, а затем занимаются любовью. Со станции спутниковой связи, захваченной повстанцами, Сонми обращается с воззванием («откровением») к человечеству. Там же её арестовывают. Перед казнью Сонми спокойно и снисходительно рассказывает свою историю Архивариусу.
- Переправа возле Слу́ши и всё, что после — 106 зим после Крушения (2321 год). История Захри́ (Заха́рии) Бе́йли, которую он рассказывает своим внукам. Примитивное постапокалиптическое общество на одном из Гавайских островов (в прошлом на этом же острове повстречались Генри Гуз и Адам Юинг). Поселенцы частично деградировали и живут небольшими кланами. Они помнят, что в результате некоего события, которое они называют «Крушением», цивилизованные народы Земли — известные как «Древние», — погибли. В этом примитивном мире люди считают Сонми-451 богиней, а Чарльза Дарвина — богом; по мнению этих людей, они произошли «от богини Сонми и бога Дарвина Мудрого»; они чтут заповеди, данные им, как они считают, богиней Сонми. Поселенцы боятся дьявола — «Старину Джорджи», легенды гласят, что он живёт над Долиной в месте, которого боятся все Жители Долин (гора Мауна-Сол).

Провидцы — технологически развитый клан, сохранивший остатки знаний погибшей цивилизации.
Варвары Ко́ны — клан каннибалов, враждующий с жителями долины. Захри (Захария) — член клана Жителей Долин. Два раза в год остров посещают Провидцы для торговли.
В одно из таких посещений в доме Захри остаётся Мероним, женщина из клана Провидцев. Захри не верит Мероним. Но несчастный случай с его племянницей вынуждает его прибегнуть к помощи Провидицы. Он просит вылечить её, а взамен соглашается проводить Мероним на гору. Совершая восхождение, Мероним и Захри добираются до сохранившейся рабочей станции спутниковой связи. Там Мероним рассказывает Захри историю настоящей Сонми: что на самом деле она была не божеством, а человеком, и показывает её «откровение», запустив видеофайл в воспроизводящем устройстве. Затем Мероним отправляет сигнал бедствия уцелевшим во время катастрофы жителям земных космических колоний, прося их спасти оставшихся на Земле людей. В это время на племя Захри нападают Варвары Коны и убивают всех Жителей Долины, кроме племянницы Захри, спрятавшейся в одном из домов. Захри и его племянница Каткин вместе с Мероним и другими Провидцами отправляются на другую планету.
В прологе и эпилоге Захри, а затем и его жена Мероним теперь глубокие старики, живущие на другой планете, пересказывают свою историю многочисленным внукам.

## Проблематика
Дэвид Митчелл так сказал о своей истории:
Буквально все главные герои, за исключением одного, являются реинкарнацией одной и той же души в различных телах на протяжении всего романа, идентифицируемых по родимому пятну… это просто символ действительной универсальности человеческой природы.
Вместо этого в фильме перерождение показано визуально с помощью одного набора актёров, которые появляются в каждом временном отрезке, перенимая эстафету в колесе сансары. 
Том Тыквер говорит: 
Обсуждая связи между персонажами разных эпох, и то, как, вероятно, один человек выполняет то, что другой начал сотни лет назад, мы подумали: «Почему бы не использовать для этой цели одного актёра? Почему бы не подобрать исполнителей согласно идее, что каждый актёр воплощает не отдельные роли, но несколько, которые вместе представляют собой эволюцию одной сущности.
Между тем, родимое пятно никуда не делось. Но вместо обозначения перехода души создатели фильма использовали его, чтобы определить тех, кто достиг определённого уровня просветления и находится на грани важного решения, которое может существенно изменить его жизнь или жизнь других людей. 
Тыквер объясняет это так: 
Оно (родимое пятно) стало скорее системой обмена сообщениями между людьми, когда человек в одной эпохе делает или создаёт то, что вдохновляет человека, который имеет ту же отметину в следующей эпохе.

## В ролях
| Актёр/Актриса        | Тихоокеанский дневник Адама Юинга (драма, приключения) | Письма из Зедельгема (драма, биографический фильм)                        | Периоды полураспада. Первое расследование Луизы Рей (детектив, триллер)                         | Страшный Суд Тимоти Кавендиша (комедия)        | Откровение Сонми-451 (фантастический боевик, антиутопия)              | Переправа возле Слуши и всё, что после (постапокалипсис, мистика) |
| -------------------- | ------------------------------------------------------ | ------------------------------------------------------------------------- | ----------------------------------------------------------------------------------------------- | ---------------------------------------------- | --------------------------------------------------------------------- | ----------------------------------------------------------------- |
| Том Хэнкс            | доктор Генри Гуз                                       | портье в гостинице, где скрывался Фробишер                                | Айзек Сакс, физик-ядерщик                                                                       | Дермот Хоггинс, автор книги «Кулаком в зубы»   | актёр, играющий главную роль в фильме «Страшный Суд Тимоти Кавендиша» | Захри Бейли, пастух                                               |
| Хэлли Берри          | жительница племени аборигенов                          | Иокаста Эйрс, жена Вивиана Эйрса                                          | Луиза Рей, журналистка                                                                          | индианка на издательском вечере                | Овидий, пластический хирург                                           | Мероним, Провидица                                                |
| Пэ Ду На             | Тильда Юинг, жена Адама Юинга                          |                                                                           | Мать Меган Сиксмит, племянницы Руфуса Сиксмита; мексиканка (в подпольном производственном цехе) |                                                | Сонми-451, фабрикат в кафе «Папа Сонг»; Сонми — проститутка на рынке  | богиня Сонми                                                      |
| Джим Бродбент        | капитан Молиньё                                        | Вивиан Эйрс, композитор                                                   |                                                                                                 | Тимоти Кавендиш, издатель                      | корейский музыкант на рынке                                           | Провидец                                                          |
| Бен Уишоу            | Рафаэль, юнга на корабле Молиньё                       | Роберт Фробишер, начинающий композитор                                    | продавец пластинок                                                                              | Жоржетта, жена Денхольма Кавендиша             |                                                                       | соплеменник Захри Бейли                                           |
| Джим Стёрджесс       | Адам Юинг, юрист                                       | бедный постоялец отеля, которого выгоняет портье перед приходом Фробишера | Отец Меган Сиксмит, племянницы Руфуса Сиксмита                                                  | болельщик в пабе                               | Хэ Чжу Чен, офицер Единства                                           | Адам, сводный брат Захри Бейли                                    |
| Хью Грант            | преподобный Джайлз Хоррокс                             | хозяин отеля                                                              | Ллойд Хукс, глава корпорации                                                                    | Денхольм Кавендиш, брат Тимоти Кавендиша       | Сир Ри, смотритель в кафе «Папа Сонг»                                 | вождь племени Конов                                               |
| Хьюго Уивинг         | Хаскелл Мур, отец Тильды Юинг                          | дирижёр Тадеуш Кессельринг                                                | Билл Смоук, наёмный убийца                                                                      | Нокс, медсестра—надзиратель в доме престарелых | советник Мефи, министр Единодушия                                     | Старина Джорджи                                                   |
| Джеймс Д’Арси        |                                                        | молодой Руфус Сиксмит, физик                                              | пожилой Руфус Сиксмит, физик                                                                    | медбрат Джеймс                                 | архивариус Единодушия                                                 |                                                                   |
| Сьюзан Сарандон      | мадам Хоррокс                                          |                                                                           |                                                                                                 | пожилая Урсула, возлюбленная Тимоти Кавендиша  | Юсуф Сулейман, профессор университета                                 | Аббатиса, жрица клана Жителей Долины                              |
| Кит Дэвид            | Купака, слуга                                          |                                                                           | Джо Нейпир, шеф службы безопасности корпорации                                                  |                                                | Ан-Кор Апис, генерал Единства                                         | Провидец                                                          |
| Чжоу Сюнь            |                                                        |                                                                           | коридорный в отеле                                                                              |                                                | Юна-939, фабрикат в кафе «Папа Сонг»                                  | Роуз, сестра Захри Бейли                                          |
| Дэвид Гяси           | Аутуа, беглый раб                                      |                                                                           | Лестер Рей, отец Луизы Рей (на фото в газете)                                                   |                                                |                                                                       | Дуофизит, Провидец                                                |
| Чжу Чжу              |                                                        |                                                                           | Меган Сиксмит                                                                                   |                                                | фабрикат в кафе «Папа Сонг», заработавшая 12 звёзд                    |                                                                   |
| Броди Ли             |                                                        |                                                                           | Хавьер Гомес, мальчишка-сосед Луизы Рей                                                         |                                                |                                                                       | сын Адама; мальчик, слушавший рассказ Захри Бейли                 |
| Алистер Петри        | гость на ужине Хаскелла Мура                           |                                                                           | Мистер Кейпан, музыкант                                                                         | Феликс Финч, критик                            | посетитель кафе «Папа Сонг»                                           |                                                                   |
| Роберт Файф          | рулевой-исландец                                       |                                                                           |                                                                                                 | Мистер Микс                                    |                                                                       | Провидец                                                          |
| Сильвестра Ле Тузель | гостья на ужине Хаскелла Мура                          |                                                                           |                                                                                                 | медсестра Джадд                                | работница перерабатывающей фабрики                                    |                                                                   |
| Дульчи Смарт         |                                                        |                                                                           |                                                                                                 | мать Урсулы                                    |                                                                       | целительница                                                      |
| Рейван Ли Ханан      |                                                        |                                                                           |                                                                                                 |                                                | девочка в кафе «Папа Сонг»                                            | Кэткин, дочь Роуз; девочка, слушавшая рассказ Захри Бэйли         |
| Ниал Грег Фултон     | гость на ужине Хаскелла Мура                           |                                                                           |                                                                                                 | Моцца Хоггинс, брат Дермота Хоггинса           |                                                                       |                                                                   |
| Луис Демпси          | гость на ужине Хаскелла Мура                           |                                                                           |                                                                                                 | Джарвис Хоггинс, брат Дермота Хоггинса         |                                                                       |                                                                   |
| Мартин Дохерти       | гость на ужине Хаскелла Мура                           |                                                                           |                                                                                                 | Эдди Хоггинс, брат Дермота Хоггинса            |                                                                       |                                                                   |
| Мартин Вуттке        | Мистер Бурхав, старший помощник                        |                                                                           | охранник на ядерной станции                                                                     |                                                |                                                                       | Лири Целитель, шаман                                              |

## Музыка
Саундтрек был составлен режиссёром Томом Тыквером и его давними сотрудниками, Рейнхольдом Хайлем и Джонни Климеком. Трио работало вместе годами под названием «Pale 3», сочинив музыку для нескольких фильмов Тыквера, в первую очередь «Беги, Лола, беги», «Принцесса и воин», «Парфюмер: История одного убийцы» и «Интернэшнл», а также музыку для фильма Вачовски «Матрица: Революция». Работа над музыкой началась за несколько месяцев до начала съемок. Тыквер, Климек и Хайль исполнили электронные партии, а также привлекли симфонический оркестр Центрально-Германского радио (MDR) и хор Лейпцигского радио.
Фильм содержит около двух часов оригинальной музыки. Звукозаписывающая компания WaterTower Music выпустила под своим лейблом альбом саундтреков посредством цифровой дистрибуции 23 октября 2012 года и CD 6 ноября 2012 года.

### Саундтрек
| №   | Название                               | Длительность |
| --- | -------------------------------------- | ------------ |
| 1.  | «Prelude: The Atlas March»             | 1:15         |
| 2.  | «Cloud Atlas Opening Title»            | 3:47         |
| 3.  | «Travel to Edinburgh»                  | 1:42         |
| 4.  | «Luisa's Birthmark»                    | 3:00         |
| 5.  | «Cavendish in Distress»                | 1:23         |
| 6.  | «Papa Song»                            | 4:15         |
| 7.  | «Sloosha's Hollow»                     | 2:59         |
| 8.  | «Sonmi-451 Meets Chang»                | 3:34         |
| 9.  | «Won't Let Go»                         | 4:09         |
| 10. | «Kesselring»                           | 1:54         |
| 11. | «The Escape»                           | 5:43         |
| 12. | «Temple of Sacrifice»                  | 2:03         |
| 13. | «Catacombs»                            | 1:35         |
| 14. | «Adieu»                                | 4:15         |
| 15. | «New Direction»                        | 1:46         |
| 16. | «All Boundaries Are Conventions»       | 2:38         |
| 17. | «The Message»                          | 2:13         |
| 18. | «Chasing Luisa Rey»                    | 4:53         |
| 19. | «Sonmi’s Discovery»                    | 3:23         |
| 20. | «Death Is Only a Door»                 | 3:48         |
| 21. | «Cloud Atlas Finale»                   | 4:17         |
| 22. | «The Cloud Atlas Sextet for Orchestra» | 4:57         |
| 23. | «Cloud Atlas End Title»                | 7:56         |

### Номинации
Саундтрек к фильму был номинирован на Премию «Золотой глобус» за лучшую музыку к фильму в 2013 году, а также на несколько наград Международной ассоциации кинокритиков, включая «Оценка года»

## Производство
В январе 2009 года режиссёр Том Тыквер рассказал о том, что он намерен перенести «роман Дэвида Митчелла» на экран и что над сценарием он работал совместно с Ланой и Ларри Вачовски, владеющими правом на экранизацию. Согласно сообщениям в прессе в июне 2010 года, роли в фильме он предложил Натали Портман, Тому Хэнксу, Хэлли Берри, Джеймсу Макэвою и Иэну Маккеллену. В апреле 2011 стало известно, что Вачовски совместно с Тыквером займутся постановкой фильма. Месяцем позднее, когда Хэнкс и Берри уже были утверждены в их ролях, в актёрский состав вошли Хьюго Уивинг, Бен Уишоу, Сьюзан Сарандон и Джим Бродбент. За несколько дней до начала съёмок к команде присоединился Хью Грант. Съёмки фильма начались 16 сентября 2011 года.
СМИ назвали «Облачный атлас» первой попыткой создать немецкий блокбастер, поскольку на сегодняшний день он является самым дорогим фильмом, произведенным в Германии. Интересно то, что Тыквер и Вачовски снимали фильм параллельно, используя отдельные съемочные группы. Если тандем работал в основном над съемками эпизодов из будущего и историей XIX века, то Тыквер занимался режиссурой сюжетов, разворачивающихся в нашем времени, 1930-х и 1970-х годах.

## Прокат
Премьера фильма состоялась 8 сентября 2012 года на 37-м ежегодном кинофестивале в Торонто. По завершении показа зрители в течение 10 минут стоя аплодировали актёрам и съёмочной группе.
В широкий прокат фильм вышел 26 октября 2012 года.
Для показа «Облачного атласа» в Китае местная администрация радио и телевидения подвергла фильм цензуре, удалив сцены с демонстрацией обнажённой натуры и эпизоды, «которые цензоры сочли ослабляющими или запутывающими сюжет». Это привело к сокращению ленты на 40 минут. Премьера состоялась 24 января 2013 года.

### Даты премьер по странам
Премьера в Болгарии — 9 ноября 2012 года, в России — 8 ноября 2012 года, в Финляндии — 1 марта 2013 года.

## Критика
Фильм получил смешанные отзывы критиков. 
По состоянию на октябрь 2020 года рейтинг веб-сайта Rotten Tomatoes показывает, что на основе 282 отзывов фильм получил положительный отклик от 67 % критиков. Средний рейтинг 6,69/10. Среди зрителей фильм имеет 66 % одобрения со средней оценкой 3,61 из 5..
Хью Грант выражал сожаление, что картина не нашла свою аудиторию.

## Факты
- Фамилия главного героя четвёртой истории «Страшный Суд Тимоти Кавендиша» имеет сходство с названием городка Кавендиш, находящемся в штате Вермонт (США), куда в апреле 1976 года с семьёй переехал Александр Солженицын, находясь в изгнании из СССР. На этот факт ссылается и Тимоти в своей метафоре, заключающей его историю[29].
- Сонми-451 — имя-номер героини перекликается с романом-антиутопией Рэя Бредбери «451 градус по Фаренгейту», а также с названием деревни — Сонгми — в Южном Вьетнаме, в которой в 1969 году произошло массовое убийство мирных жителей солдатами армии США.
- Захри Бейли — фамилия главного героя последней истории фильма повторяет фамилию Элайджи Бейли — известного персонажа романов Айзека Азимова (цикл романов «Детектив Элайдж Бейли и робот Дэниел Оливо»).
- Практически в каждом временном эпизоде присутствуют зелёная пуговица и волнистые татуировки у некоторых персонажей.
- Опубликованная версия на Российском онлайн-кинотеатре Kion в 2024 году исключает историю Письма из Зедельгема делая длину фильма 2:25 против заявленных 2:52 [30] [31].

## Награды и номинации
| Награды и номинации (приведены в хронологической последовательности) | Награды и номинации (приведены в хронологической последовательности)                                                                                                   | Награды и номинации (приведены в хронологической последовательности) | Награды и номинации (приведены в хронологической последовательности)    | Награды и номинации (приведены в хронологической последовательности) |
| Церемония                                                            | Награда | Категория                                                            | Номинант                                                                | Результат                                                            |
| -------------------------------------------------------------------- | --- | -------------------------------------------------------------------- | ----------------------------------------------------------------------- | -------------------------------------------------------------------- |
| 9 декабря 2012                                                       | Ассоциация онлайн-кинокритиков Бостона | Десять лучших фильмов года                                           | фильм «Облачный атлас»                                                  | Победа                                                               |
| 10 декабря 2012                                                      | Ассоциация кинокритиков Вашингтона | Лучший художник-постановщик                                          | Хью Бетап, Ули Ханиш (дизайн), Питер Уолпол, Ребекка Аливэй (декорации) | Победа                                                               |
| 11 декабря 2012                                                      | Общество кинокритиков Финикса | Best Production Design                                               | Хью Бетап, Ули Ханиш                                                    | Номинация                                                            |
| 11 декабря 2012                                                      | Общество кинокритиков Финикса | Лучшие визуальные эффекты                                            | фильм «Облачный атлас»                                                  | Номинация                                                            |
| 11 декабря 2012                                                      | Общество кинокритиков Сан-Диего | Лучшая работа художника-постановщика                                 | Хью Бетап, Ули Ханиш                                                    | Победа                                                               |
| 17 декабря 2012                                                      | Ассоциация кинокритиков Чикаго | Лучший монтаж                                                        | Александр Бернер, Клаус Вечлищч                                         | Номинация                                                            |
| 17 декабря 2012                                                      | Премия «Спутник» | Лучший монтаж (Best Editing)                                         | Александр Бернер                                                        | Номинация                                                            |
| 17 декабря 2012                                                      | Премия «Спутник» | Лучший дизайн костюмов                                               | Ким Барретт и Пьер-Ив Гайрауд                                           | Номинация                                                            |
| 17 декабря 2012                                                      | Премия «Спутник» | Лучшие визуальные эффекты                                            | Дэн Гласс, Джеффри Хэнкок, Стефан Церетти                               | Номинация                                                            |
| 17 декабря 2012                                                      | Ассоциация кинокритиков Сент-Луиса | Лучшая операторская работа                                           | Франк Грибе, Джон Толл                                                  | Номинация                                                            |
| 17 декабря 2012                                                      | Ассоциация кинокритиков Сент-Луиса | Лучшие визуальные эффекты                                            | фильм «Облачный атлас»                                                  | Номинация                                                            |
| 17 декабря 2012                                                      | Ассоциация кинокритиков Сент-Луиса | Лучшая музыка                                                        | Том Тыквер, Джонни Климек, Райнхольд Хайль                              | Номинация                                                            |
| 18 декабря 2012                                                      | Ассоциация кинокритиков Остина | Десять лучших фильмов                                                | фильм «Облачный атлас»                                                  | Победа                                                               |
| 18 декабря 2012                                                      | Ассоциация кинокритиков Остина | Лучшая музыка                                                        | Том Тыквер, Джонни Климек, Райнхольд Хайль                              | Победа                                                               |
| 5 января 2013                                                        | Общество кинокритиков Хьюстона | Лучший фильм                                                         | фильм «Облачный атлас»                                                  | Номинация                                                            |
| 5 января 2013                                                        | Общество кинокритиков Хьюстона | Лучшая музыка                                                        | Том Тыквер, Джонни Климек, Райнхольд Хайль                              | Победа                                                               |
| 5 января 2013                                                        | Общество кинокритиков Хьюстона | Технические достижения                                               | фильм «Облачный атлас»                                                  | Номинация                                                            |
| 10 января 2013                                                       | Премия «Выбор критиков» | Лучший дизайн костюмов                                               | Ким Барретт и Пьер-Ив Гайрауд                                           | Номинация                                                            |
| 10 января 2013                                                       | Премия «Выбор критиков» | Лучший грим                                                          | фильм «Облачный атлас»                                                  | Победа                                                               |
| 10 января 2013                                                       | Премия «Выбор критиков» | Лучшие визуальные эффекты                                            | фильм «Облачный атлас»                                                  | Номинация                                                            |
| 13 января 2013                                                       | «Золотой глобус» | Лучшая музыка                                                        | Том Тыквер, Джонни Климек, Райнхольд Хайль                              | Номинация                                                            |
| 21 февраля 2013                                                      | Премия национальной ассоциации содействия прогрессу цветного населения за достижения в сферах кино, телевидения, театра, музыки и литературы (44rd NAACP Image Awards) | Лучшая актриса                                                       | Хэлли Берри                                                             | Номинация                                                            |